# Fernando Bello (Segler, 1924)
Fernando Pinto Coelho de Almeida Bello (* 1. September 1924 in Maputo, Mosambik; † 8. November 1995 in Cascais) war ein portugiesischer Segler.

## Erfolge
Fernando Bello nahm viermal an Olympischen Spielen teil. 1948 startete er in London mit seinem Bruder Duarte Manuel Bello in der Bootsklasse Swallow und beendete die Regatta auf dem zweiten Platz. Hinter David Bond und Stewart Morris aus Großbritannien sicherten sich die beiden Brüder mit 5579 Punkten die Silbermedaille. Bei den Olympischen Spielen 1952 in Helsinki und 1960 in Rom war er Crewmitglied seines Bruders Duarte Manuel, der Rudergänger des portugiesischen Bootes in der 5,5-Meter-Klasse war. Während er 1952 noch als Viertplatzierter knapp einen weiteren Medaillengewinn verpasste, kam er 1960 nicht über den 16. Platz hinaus. 1964 belegte er mit Duarte Manuel in Tokio im Starboot den achten Platz. Im Starboot gewannen die beiden Brüder jeweils in Cascais bei den Weltmeisterschaften in den Jahren 1952 und 1962 gemeinsam die Bronze- bzw. die Silbermedaille.